# Цихлар-Нехаев, Милутин
Милутин Цихлар-Нехаев (хорв. Milutin Cihlar Nehajev; 25 ноября 1880, Сень, Королевство Хорватия и Славония, Австро-Венгрия — 7 апреля 1931, Загреб, Хорватия, Королевство Югославия) — хорватский писатель, новеллист, драматург, литературный и театральный критик, один из самых значимых представителей эпохи хорватского модерна.

## Биография
Милутин Цихлар-Нехаев родился в хорватском городе Сень в 1880 году в семье чешского иммигранта Себальда Цихлара, который был секретарём Торгово-промышленной палаты в Сене. Мать — хорватка Людмила Милица, урождённая Полич.
Будущий новеллист учился в гимназиях в Сене и Сплите, изучал химию в Вене, где в 1903 году защитил докторскую степень по философии. Милутин Цихлар-Нехаев был профессором в городе Задар, а в 1905 году он основал задарскую газету «Лавр» (Lovor), был редактором в журналах «Обзор» (Obzоr, 1905 г.) в городе Задар и «Балкан» (Balkan, 1907 г.) в Триесте. С 1909 по 1911 год был ассистентом в экономическом университете в Крижевцах. С 1911 года жил в Загребе, где работал профессиональным литератором и журналистом в изданиях «Обзор» и "Ютарни лист". Милутин Цихлар-Нехаев также работал корреспондентом в Париже, Белграде и Праге. В 1926 году Нехаев был избран президентом Ассоциации Хорватских писателей.

## Творчество
Литературную деятельность Милутин Цихлар-Нехаев начал со стихов и драм ("Перелом"/ Prijelom, 1897; "Свечечки"/ Sjećice, 1898). Он писал театральные рецензии, публиковал эссе ("Собрание сочинений", 1936). Цихлар-Нехаев увлекался новыми течениями в европейском и русском искусстве, интересовался скандинавскими литературами. В начале XX века стал одним из самых ярких выразителей идей модерна. Уже в своих первых рассказах ("Немощь", 1895; "Бедная смерть", 1896; "Небеса и ад", 1898) Цихлар-Нехаев занимался проблематикой "лишнего человека", его интересовали внутренние переживания героя.  Эти идеи воплотились в принесших ему известность новеллах — жанре, который стал основным в прозе тех лет (сборник "Большой город", 1919, объединил прозу 1900-10х).  Образ получает своё окончательное оформление в центральном герое романа "Бег" (1909), общепризнанном лучшем романе периода хорватского модерна.
В своём романе "Волки" Цихлар-Нехаев дал достоверный психологический портрет князя Крсто Франкопана.

## Произведения
- "Произведения Милутина Нехаева", Загреб, 1900.
- "Поражение и празднование"
- Über den synthetischen Isopropylacetaldehyd und seine kondensationsprodukte, 1903.
- "Бег" (роман)/М.Нехаев, Ассоциация хорватских писателей, Загреб, 1909. (2 изд.,1917).
- "Исследование о Гамлете"/ М.Нехаев, Загреб, 1915.
- "Большой город": новеллы/ М.Нехаев, Матица хорватская, Загреб, 1919.
- "Волки"/ М.Нехаев, Матица хорватская  , Загреб, 1928.
- "Эссэ о Владимире Мажураниче"/ М. Цихлар-Нехаев, Хорватское обозрение, 1928-1929.
- "К столетию хорватского возрождения": (1830-1930), Загреб, 1931.

Посмертные публикации
- "Раковица: к 60-летию со дня смерти Эугена Кватерника, Загреб, 1932.
- "Собрание сочинений"/ М.Нехаев, Матица хорватская, Загреб, 1936.
- "Зелёное море"; Кватерник и Старчевич: (отрывок из "Раковицы"/ М.Нехаев, Загреб, 1941.
- "Произведения Милутина Нехаева", Загреб, 1945, (редактор Мирко Матиевич).
- "Политические силуэты"/М.Нехаев, Загреб, 1945.
- "Милутин Нехаев", Матица хорватская, 5 столетий хорватской литературы, Загреб, 1964.
- "Волки"/М. Цихлар-Нехаев, Любляна, 1974, редактор Крсто Шполяр.
- "Избранные театральные сочинения", Хорватское общество театральных критиков и театральных деятелей, Театральная библиотека, Загреб, 1986, редактор Неделько Фабрио.
- "Волки"/ М. Цихлар-Нехаев, Eminex, Загреб, 1993.
- "Волки"/ М. Цихлар-Нехаев, Загреб, 1995, под редакцией Йосипа Вончина.
- "Бег"/М. Нехаев, Катарина Зринская, Загреб, 1996.
- "Раковица: к 125-летию восстания в Раковице и 125-летию со дня смерти Эугена Кватерника"/М. Нехаев, Карловац, 1996.
- "Волки"/М. Нехаев, Винковцы, 1997, под редакцией Крешимира Немца.
- "Бег", Školjska knjiga, Загреб, 2002.

## Интересные факты
- Псевдоним Нехаев взял по крепости Нехай, расположенной близ Сеня.